# Derivacija
 Ovo je glavno značenje pojma Derivacija. Za druga značenja pogledajte Derivacija (razdvojba).
U matematici derivacije funkcija zajedno s integralnim računom glavne su osnove infinitezimalnog računa koji ima široku primjenu u svim znanstvenim i mnogim drugim područjima gdje je potreban proračun razvoja funkcije u određenom intervalu. Tako je npr. u geometriji derivacija nagib tangente na funkciju u određenoj točki, u ekonomiji npr. rast inflacije u vremenu, a u fizici deriviranjem puta po vremenu dobijemo iznos brzine.

## Definicija
Ovisno o kontekstu, izraz i smisao definicije derivacije može biti različit. Međutim, u većini primjena u prirodnim, tehničkim i društvenim znanostima, te matematici na razini početnih godina studija, smisao derivacije je sljedeći:
Deriviraju se funkcije. Derivacija opisuje brzinu promjene funkcije u odnosu na promjenu nezavisne varijable (argumenta funkcije). Deriviranjem funkcije dobije se druga funkcija istih argumenata. Za pojedinu vrijednost nezavisne varijable (derivacija u točki), derivacija je u toj točki jednaka 1 ako funkcija raste (povećava se vrijednost funkcije) jednako brzo kao i nezavisna varijabla; ako funkcija raste brže/sporije, derivacija je veća/manja od 1, te jednaka nuli ako se funkcija ne mijenja. Simetrično, ako funkcija pada (umanjuje se vrijednost funkcije dok argument raste), derivacija je negativna. Za neke funkcije derivacija ne postoji u nekim (ili u svim) točkama. Ako derivacija postoji, kaže se da je funkcija derivabilna u tim točkama ili u tome dijelu svoje domene.
Najjednostavnije se definira derivacija realne funkcije jedne realne varijable. Ako je to funkcija f nezavisne varijable označene sa x, tj. funkcija f(x), njezina derivacija u točki x formalno se definira kao:
{\displaystyle {\frac {df}{dx}}(x)=f'(x)=Df(x)=\lim _{h\to 0}{\frac {f(x+h)-f(x)}{h}}\,\!}

Na lijevoj strani izraza navedene su tri ekvivalentne oznake za derivaciju funkcije f(x). Derivacija u točki x jednaka je graničnoj vrijednosti ili limesu (oznaka lim) razlomka na desnoj strani.
Sam razlomak je omjer promjene funkcije i promjene nezavisne varijable u blizini proizvoljno odabrane vrijednosti varijable x. Promjena varijable, u nazivniku, obilježena je s h (često se umjesto h koristi oznaka Δx). Varijabla se, dakle, mijenja sa x na x+h. Pritom se funkcija promijeni s f(x) na f(x+h), pa njezina promjena iznosi f(x+h)-f(x), kako je navedeno u brojniku.
Vrijednost samog razlomka je prosječna brzina promjene funkcije na intervalu od x do x+h. Ona ovisi o početnoj vrijednosti x i veličini intervala h. Ako se uzastopno uzimaju sve manji i manji intervali h, kod derivabilne funkcije vrijednost razlomka sve se više i više približava broju koji je granična vijednost ili limes razlomka u točki x, odnosno derivacija funkcije u toj točki.

### Primjer
Za ilustraciju, ovako se derivira funkcija f(x)=x2:
{\displaystyle (x^{2})'=\lim _{h\rightarrow 0}{\frac {(x+h)^{2}-x^{2}}{h}}=\lim _{h\rightarrow 0}{\frac {2xh+h^{2}}{h}}=\lim _{h\rightarrow 0}(2x+h)=2x}

što znači da je funkcija x2 derivabilna u cijeloj domeni (za sve vrijednosti varijable x), a njezina derivacija je funkcija 2x. Derivacija u pojedinoj točki dobije se uvrštavanjem vrijednosti za x, npr. u točki x=3 derivacija funkcije x2 iznosi 2x=6.
U gornjem izrazu, prvi razlomak dobiven je upisivanjem funkcije x2 umjesto opće oznake f(x) iz definicije derivacije (prethodni izraz). Potom slijedi jednostavni račun u brojniku: kvadriranje binoma u zagradi, te oduzimanje članova x2, čime se dobiva drugi razlomak. U narednom koraku pokrati se h (i brojnik i nazivnik podijele se s h), pa se dobije jednostavni izraz 2x+h u zagradi ispred koje je i dalje oznaka "limes h prema nuli".
Jedini konceptualno zanimljiv postupak u opisanome zahvatu je određivanje granične vrijednosti (limesa) promatranih izraza "kada h teži prema nuli". Smisao je sljedeći: za promatrani x (dakle, za proizvoljni broj označen kao x) treba odrediti vrijednost (drugi broj, ovisan o x) kojoj se sve više približava početni razlomak kad se h približava nuli. Prva pomisao mogla bi biti da se odmah naprosto uvrsti h=0 u taj razlomak, ali to ne bi imalo smisla. Naime, h označava promjenu varijable, za koju se računa promjena funkcije; ako je nula, tih promjena nema, pa se iz njih ne može računati brzina promjene funkcije. A i formalno gledano, ne možemo imati nulu u nazivniku, jer je dijeljenje s nulom besmisleno.
Zato provodimo račun kojim se početni razlomak pojednostavnjuje, a oznaka limesa ispred pojedinih izraza govori da h nije jednak nuli, nego ćemo samo promatrati kako se izraz ponaša kad se h približava nuli. Upravo to nam je i omogućilo kraćenje razlomka (dijeljenje s h koje se ne bi moglo provesti ako bi bilo h=0). No, kad dođemo do izraza 2x+h (u zagradi ispred koje još stoji oznaka limesa), postaje napokon očigledno kojoj se vrijednosti taj izraz po volji blizu približava kada h "teži" nuli: ta granična vrijednost je 2x.
Na sličan se način, s malo više računa, određuju derivacije različitih derivabilnih funkcija (neke su navedene u tablici kasnije u tekstu), ili se izvode pravila o deriviranju zbroja funkcija, umnoška itd. Zato se u praktičnom računu opisani postupak više ne mora ponavljati, ako se mogu primijeniti takve "tablične derivacije" i pravila.

### O derivacijama višeg reda, parcijalnim derivacijama itd.
Gornja definicija opisuje najjednostavniji pojam derivacije, za koju se još kaže i da je to "obična derivacija prvog reda". Deriviranjem derivacije prvog reda dobiva se derivacija drugog reda iste funkcije. Na sličan način definira se derivacija trećega i viših redova. Za prirodan broj {\displaystyle n}, n-ta derivacija funkcije {\displaystyle f} označava se simbolom
{\displaystyle f^{(n)}(x)}
za {\displaystyle n=0} govori se o nultoj derivaciji koja je neprekidna funkcija {\displaystyle f}.
Ako funkcija ima više nezavisnih varijabli, ona se može derivirati po svakoj varijabli zasebno, smatrajući druge varijable konstantama. Takve se derivacije nazivaju parcijalnim derivacijama. Parcijalno deriviranje drugoga i viših redova može se provoditi po istoj varijabli funkcije, ili po nekoj drugoj od njezinih varijabli (mješovite derivacije).
Parcijalne derivacije se označavaju simbolom {\displaystyle \partial }.:str. 41. Tako, na primjer, za funkciju {\displaystyle f} od dvije varijable izraz 
{\displaystyle {\frac {\partial f}{\partial x}}}
predstavlja prvu parcijalnu derivaciju. Osim takvih derivacija, za funkcije dviju varijabli može se definirati i derivacija kao polinom {\displaystyle P}::str. 78.
{\displaystyle P(s,t)={\frac {\partial f}{\partial x}}s+{\frac {\partial f}{\partial y}}t}
Kao i kod realne funkcije realnih varijabli, sličnim graničnim postupkom definiraju se derivacije funkcija kojima su funkcijske vrijednosti ili varijable kompleksni brojevi ili vektori (a često i kada su elementi domene i kodomene neki drugačiji objekti). Pritom se različitim kombinacijama parcijalnih derivacija dobivaju tzv. diferencijalni operatori kao što su gradijent, divergencija itd.

## Geometrijska interpretacija
U geometrijskom smislu derivacija funkcije {\displaystyle f}  je nagib tangente u određenoj točki {\displaystyle x_{0}}, odnosno koeficijent smjera pravca koji je tangenta na funkciju {\displaystyle f} u točki čije su koordinate {\displaystyle (x_{0},f(x_{0}))}.
Koeficijent smjera pravca m je:
{\displaystyle m={\frac {y_{2}-y_{1}}{x_{2}-x_{1}}}}
odnosno:
{\displaystyle m={\frac {f(x+h)-f(x)}{(x_{0}+h)-x_{0}}}={\frac {f(x+h)-f(x)}{h}}}
jer je {\displaystyle (x_{0}+h)-x_{0}=h} i {\displaystyle \Delta x=h}.
Derivacija funkcije je:
{\displaystyle Df=\lim _{h\rightarrow 0}{\frac {f(x_{0}+h)-f(x)}{h}}}
Koeficijent smjera pravca usko je povezan s derivacijom iz razloga što kada interval {\displaystyle x_{2}-x_{1}=h} teži nuli, pravac postaje tangenta funkcije, a limes njegovog koeficijenta smjera postaje derivacija funkcije {\displaystyle f} u točki {\displaystyle (x_{0},f(x))}.

## Tablica derivacija elementarnih funkcija
| Funkcija f(x)                      | Derivacija {\displaystyle f'(x)}              |  |  | Funkcija f(x)                     | Derivacija {\displaystyle f'(x)}               |
| ---------------------------------- | --------------------------------------------- |  |  | --------------------------------- | ---------------------------------------------- |
| {\displaystyle \sin x}             | {\displaystyle \cos x}                        |  |  | {\displaystyle {\text{sh}}\,x}    | {\displaystyle {\text{ch}}\,x}                 |
| {\displaystyle \cos x}             | {\displaystyle -\sin x}                       |  |  | {\displaystyle {\text{ch}}\,x}    | {\displaystyle {\text{sh}}\,x}                 |
| {\displaystyle {\text{tg}}\,x}     | {\displaystyle {\frac {1}{\cos ^{2}x}}}       |  |  | {\displaystyle {\text{th}}\,x}    | {\displaystyle {\frac {1}{{\text{ch}}^{2}x}}}  |
| {\displaystyle {\text{ctg}}\,x}    | {\displaystyle -{\frac {1}{\sin ^{2}x}}}      |  |  | {\displaystyle {\text{cth}}\,x}   | {\displaystyle -{\frac {1}{{\text{sh}}^{2}x}}} |
| {\displaystyle \arcsin x}          | {\displaystyle {\frac {1}{\sqrt {1-x^{2}}}}}  |  |  | {\displaystyle {\text{Arsh}}\,x}  | {\displaystyle {\frac {1}{\sqrt {1+x^{2}}}}}   |
| {\displaystyle \arccos x}          | {\displaystyle -{\frac {1}{\sqrt {1-x^{2}}}}} |  |  | {\displaystyle {\text{Arch}}\,x}  | {\displaystyle {\frac {1}{\sqrt {x^{2}-1}}}}   |
| {\displaystyle {\text{arctg}}\,x}  | {\displaystyle {\frac {1}{1+x^{2}}}}          |  |  | {\displaystyle {\text{Arth}}\,x}  | {\displaystyle {\frac {1}{1-x^{2}}}}           |
| {\displaystyle {\text{arcctg}}\,x} | {\displaystyle -{\frac {1}{1+x^{2}}}}         |  |  | {\displaystyle {\text{Arcth}}\,x} | {\displaystyle {\frac {1}{1-x^{2}}}}           |
| {\displaystyle e^{x}}              | {\displaystyle e^{x}}                         |  |  | {\displaystyle a^{x}}             | {\displaystyle a^{x}\ln a}                     |
| {\displaystyle \ln(x)}             | {\displaystyle {\frac {1}{x}}}                |  |  | {\displaystyle {\frac {1}{x}}}    | {\displaystyle -{\frac {1}{x^{2}}}}            |
| {\displaystyle \log _{a}x}         | {\displaystyle {\frac {1}{x\ln a}}}           |  |  | {\displaystyle \|x\|}             | {\displaystyle {\frac {x}{\|x\|}}}             |
| {\displaystyle {\sqrt {x}}}        | {\displaystyle {\frac {1}{2{\sqrt {x}}}}}     |  |  | {\displaystyle x^{n}}             | {\displaystyle nx^{n-1}}                       |

## Osnovna pravila deriviranja i izvodi
Ovdje ćemo navesti pravila i dokaze (bez limesa). Ako su funkcije {\displaystyle f,g} diferencijabilne u točki {\displaystyle x} onda možemo derivirati funckije {\displaystyle f\pm g,f\cdot g,{\frac {f}{g}}} te konačno {\displaystyle f\circ g} u točki 
{\displaystyle x}. 

#### Derivacija zbroja i razlike
Vrijedi 
- {\displaystyle \left(f(x)+g(x)\right)'=f'(x)+g'(x)}
- {\displaystyle \left(f(x)-g(x)\right)'=f'(x)-g'(x)}

Dokaz. Neka je {\displaystyle h(x)=f(x)+g(x).} Vrijedi {\displaystyle dh=f+df+g+dg-(f+g)=df+dg.} Sada dijeljenjem s {\displaystyle dx} slijedi pravilo. Drugi se slučaj dokazuje analogno, stavljajući {\displaystyle k(x):=-g(x).}

#### Derivacija umnoška i količnika
- {\displaystyle \left(f(x)g(x)\right)'=f'(x)g(x)+f(x)g'(x)}
- {\displaystyle \left({\frac {f(x)}{g(x)}}\right)'={\frac {f'(x)g(x)-f(x)g'(x)}{g(x)^{2}}}}

Dokaz. Neka je {\displaystyle h(x)=f(x)g(x).} Vrijedi {\displaystyle dh=(f+df)(g+dg)-fg} što daje {\displaystyle fdg+dfg+dfdg.} Sada dijeljenjem s {\displaystyle dx} izraz {\displaystyle {\frac {dfdg}{dx}}} teži u nulu te slijedi pravilo. 
Ako su {\displaystyle f,g} obje rastuće i pozitivne može se zamisliti da tražimo stopu promjene površine pravokutnika sa stranicama {\displaystyle f,g.}
Drugi slučaj, odnosno derivacija količnika funkcija {\displaystyle f(x),g(x)}, se dokazuje analogno, stavljajući {\displaystyle h(x):={\frac {1}{g(x)}}} i zatim računajući derivaciju funkcije {\displaystyle f(x)h(x)}.

#### Derivacija složene funkcije (kompozicije)
Vrijedi 
- {\displaystyle (f\circ g)'(x)=(f(g(x)))'=f'(g(x))\cdot g'(x)}

Dokaz. Kada se {\displaystyle x} promijeni na {\displaystyle x+h} to uzrokuje promjenu s {\displaystyle g(x)} na {\displaystyle g(x+h).} Vrijedi {\displaystyle dg=g'(x)dx.} Neovisno o tome vrijedi li {\displaystyle g(x+h)\leq g(x)} ili obrnuto, kada {\displaystyle h\rightarrow 0} možemo pričati o derivaciji funkcije {\displaystyle f(x)} u {\displaystyle g(x).} Dakle, analogno kao i prije vrijedi {\displaystyle df=f'(g(x))\cdot dg.} No, vidjeli smo da je {\displaystyle dg=g'(x)dx} odakle slijedi pravilo.
Ulančanost. Ovo se pravilo može objasniti i na sljedeći način. Tražimo stopu promjene izlazne vrijednosti {\displaystyle f} i ulazne vrijednosti {\displaystyle x.} Dakle, {\displaystyle dx} uzrokuje promjenu {\displaystyle dg} koja potom uzrokuje promjenu {\displaystyle df.} Prema tome, vrijedi {\displaystyle {\frac {df}{dx}}={\frac {dg}{dx}}\cdot {\frac {df}{dg}}.}
Lokalna linearizacija. Derivacija kompozicije u točki {\displaystyle x} ima još jedno geometrijsko značenje. Naime, ovo se pravilo vrlo praktično može pokazati linearizirajući stopu izlaznih vrijednosti funkcije {\displaystyle g} lokalno oko točke {\displaystyle x} jer je {\displaystyle g} derivabilna. 

Uzmimo na primjer kompoziciju {\displaystyle f(cx)} za, bez smanjenja općenitosti, {\displaystyle c>1}. Geometrijski možemo shvatiti ovu kompoziciju kao transformaciju skaliranja, u ovom slučaju rastezanja (jer je {\displaystyle c>1}) apscisne osi za faktor {\displaystyle c}. 
Rastezanje x-osi za faktor {\displaystyle c} znači da svaki {\displaystyle x_{0}} na "staroj" x-osi "dovedemo" na mjesto {\displaystyle cx_{0}} na toj istoj x-osi čime dobivamo novu, rastegnutu x-os. Pritom zamišljamo da je graf, odnosno prikaz njene krivulje, {\displaystyle f(x)} ostao nepromijenjen. Ovo činimo jer je {\displaystyle f(c\cdot {\frac {1}{c}}x)=f(x)}. (Zbog ovoga je, ako je {\displaystyle f(x)} periodična s temeljnim periodom {\displaystyle P}, funkcija {\displaystyle f(cx)} za {\displaystyle c>0} također periodična s temeljnim periodom {\displaystyle {\frac {P}{c}}}. Dakle, ako je {\displaystyle 0<c<1} temeljni period se povećava, a ako je {\displaystyle c>1} temeljni se period smanjuje.)
Jasno je da je ovime {\displaystyle \Delta y} ostao nepromijenjen. No, {\displaystyle \Delta x} je postao {\displaystyle c} puta kraći (jer smo x-os rastegnuli za faktor {\displaystyle c}). Očito je onda nagib {\displaystyle {\frac {\Delta y}{\Delta x}}} postao {\displaystyle c} puta veći.
Na primjer, za {\displaystyle c=2}, zamišljamo da smo rastezanjem x-osi brojeve 3, 3.002 doveli na mjesto brojeva 6, 6.004 (ne mijenjajući prikaz krivulje funkcije) pa se razmak između brojeva 6, 6.004 na staroj x-osi promijenio na razmak između brojeva 3, 3.002 na novoj x-osi. Zbog toga je očito razmak postao dvostruko kraći. Nagib je zato u tom slučaju dvostruko veći.
No, to onda znači da je {\displaystyle f(cx)'=f'(cx)\cdot c}.
Ovo se lako može poopćiti.
Naime, kako su {\displaystyle f(x),g(x)} obje derivabilne, slijedi da se u okolini točke {\displaystyle x}, odnosno u intervalu {\displaystyle (x-\Delta x,x+\Delta x)} za {\displaystyle \Delta x\rightarrow 0} funkcija {\displaystyle g(x)} ponaša kao linearna funkcija, čime je pravilo za derivaciju kompozicije dokazano.